# کارآگاهان جنایی
کارآگاهان جنایی (انگلیسی: Kryminalni) یک مجموعهٔ تلویزیونی جنایی-معمایی لهستانی است که در سال ۲۰۰۴ منتشر شد.

## گزیدهٔ بازیگران

### اصلی
- مارک وُدارچیک
- ماچئی زاکوشچیلنی
- ماگدالنا شِـیبال
- ریشارد فیلیپسکی
- دوروتا لاندوفسکا
- توماش کارولاک
- کامیل ماچکوویاک
- اِوا کوتینیا

### فرعی
- آدام فرنتسی
- آدام بائومن
- آنا گورنوستای
- اِوا کوزیک-فلورچاک
- ماوگوژاتا اوستروفسکا-کرولیکوفسکا
- اِوا کائیم
- دانوتا بورسوک
- کاژیمیش مازور
- کریستین ویـِچورِک
- رادوسواف کائیم
- یژی واپینسکی
- ووکاش گارلیتسکی
- توماش بورکوفسکی
- میخاو وُدارچیک
- مونیکا گوژجیک
- گژگوش پشیبیو
- پیوتر گرابوفسکی
- هوبرت زدونیاک
- یاکوب پشبیندوفسکی
- یان مونچکا
- باربارا لائوکس
- مونیکا گوژجیک
- ووادیسواف گِژیوْنا
- کاتاژینا تلائوکا
- آرکادیوش دِتمر
- داریوش شیاستاچ
- روبرت وابیخ
- یواخیم لامژا
- استانیسواف باناشوک
- شیمون کوشمیدر
- پائولینا هولتز
- امیلیا کومارنیتسکا-کلینسترا
- اِوا بوکوفسکا
- کشیشتف کیرشنوفسکی
- ماچئی دامینتسکی
- آرتور جورمان
- پیوتر نواک
- استفان اشمیت
- داریوش یاکوبوفسکی
- مودست روچینسکی
- یوآنا کوپینسکا
- یژی زیگمونت نواک
- ایلونا خوینوفسکا
- گژگوش ماوِتسکی
- سواوومیر پاتسک
- پاوئو نوویش
- مارتا کلوبوویچ
- برنارد کراوچیک
- الکساندر بدناش
- ماچئی میکووایچیک
- لشک لیخوتا
- والدمار بواشچیک
- پاوئو کرولیکوفسکی
- پیوتر شِـیکا
- پاوئو توخولسکی
- یان الکساندروویچ-کراسکو
- آرتور یانوشاک
- امیلیان کامینسکی
- کاتاژینا پاسکودا
- داریوش کوردِک
- مارتینا کلیشفسکا
- یانوش بوکوفسکی
- پشمیسواف کاچینسکی
- ماگدالنا امیلیانوویچ
- چسواف لاسوتا
- کشیشتف یانچار
- کشیشتف دراچ
- آندژی آندژیفسکی
- روموآلد کوئوس
- یاتسک لنارتوویچ
- پیوتر بوروفسکی
- یانوش خابیور
- کشیشتف تینیـِتس
- ویسواف وویچیک
- لئون خارِویچ
- میخاو برایتن‌والد
- آرکادیوش یانیچک
- توماش ماندس
- میخاو کولا
- پیوتر بوروفسکی
- هنریک نیه‌بودک
- داریوش بیسکوپسکی
- ادیتا خِربوش
- هالینا روویتسکا
- یاتسک بورکوفسکی
- دوروتا لاندوفسکا
- کاژیمیش ویسوتا
- یان پیه‌خوچینسکی
- ماوگوژاتا لوینسکا
- ماریا گورالچیک
- آگنیشکا وُسینسکا
- هانا کوناروفسکا
- ماریوش زانیفسکی
- ماچئی مارچفسکی
- یان یانکوفسکی
- ماچئی ویژبیتسکی
- پیوتر شیفکیـِویچ
- ماوگوژاتا بوگداینسکا
- ماچئی روباکیویچ
- میخاو چرنتسکی
- آرتور کرایفسکی
- لخ واتوتسکی
- آندژی کونوپکا
- گراژینا ژیلینسکا
- الکساندرا یوستا
- آنجلیکا پیخوویاک
- میخاو لِشِنی
- بوهدان وازوکا
- آنا مایخر
- بارتوش اُبوخوویچ
- روبرت کوشوتسکی
- ماریوش درنژک
- کشیشتف کوئوباشوک
- لشک پیسکورش
- ماریوش سانیترنیک
- آندژی دِسکور
- یاتسک کاوُتسکی
- آندژی ماستالِـش
- مارِک شودیم
- مارک بارباشیویچ
- پشمیسواف بلوشچ
- مونیکا یاروسینسکا
- استانیسواف برودنی
- کاتاژینا گلینکا
- لِـشِک زدونی
- ویتولد ویلینسکی
- وویچیخ متسفالدوفسکی
- آنتا تودورچوک-پرخوچ
- میروسواف زبرویویچ
- وویچیخ پوکرا
- پاوئو بورچیک
- ایوُنا فشوئوکوونا
- میکلای کراوچیک
- ماریا میلنیکف-کراوچیک
- توماش کُت
- میه‌چیسواف مورانسکی
- یژی بونچاک
- آنتونی کرولیکوفسکی
- ویولتا آرلاک
- ماریا مامونا
- هالینا وابونارسکا
- ماگدالنا پوانتا
- ماتیلدا پودفیلیپسکا
- آگنیشکا میخالسکا
- سیلویا یوشچاک-کراوچیک
- مارک لواندوفسکی
- استانیسواف میکولسکی
- ماگدالنا گورسکا
- آنتونینا خروشی
- داوید زاوادزکی
- لائورا وونچ
- یوآنا لیشوفسکا
- کاتاژینا هرمان
- ماوگوژاتا لیپمان
- هانا دونوفسکا
- کاتاژینا خشانوفسکا
- دومینیکا کلوژنیاک
- دانیل اولبریخسکی
- ویولتا کوواکوفسکا
- اِوا کانیا
- آنا پروس
- آندژی زابورسکی
- یوآنا شینکیویچ
- هانا بینیشوویچ
- آنا چیترو
- وویچیخ زاگورسکی
- کاتاژینا والتر
- سیلوستر ماچیفسکی
- اورشولا دمبسکا
- کارولینا موشالاک
- اِوا کُنستانتسیا بوئوخاک
- لِـسواف ژورک
- مارچین پرخوچ
- بوگدان کالوس
- آندژی گاورونسکی
- یژی کریشاک
- ماریا کِـلِـیدیش
- سباستیان استانکیه‌ویچ
- تِـدِه